# Lwa (vaudou)
 (décembre 2008).
Pour les articles homonymes, voir LWA (homonymie).
Les lwas ou loas (/lwa/, du français « les lois ») sont les esprits de la religion vaudou. On les appelle aussi « les Mystères » ou « les Invisibles ». Ils servent d'intermédiaires entre le Créateur Mbamawu ou le grand maître et les humains. Ils sont priés mais aussi honorés et servis en fonction de leurs goûts et attributs, au moyen de rites, de rythmes sacrés, de chansons, de danses, d'offrandes et autres services spécifiques. Les lwas ne sont pas des divinités en elles-mêmes, ce sont des incarnations des dieux qui se manifestent sous plusieurs formes.

## Syncrétisme
Les esclaves africains venus du Dahomey, d'Oyo et de Guinée ont mêlé au vaudou originel les saints catholiques des européens. Ainsi, Papa Legba possède des traits communs avec saint Pierre, Erzulie est représentée comme la Vierge Marie, etc.

## Rituels
Les rituels sont menés par l'houngan ou ougan (prêtre) et la mambo ou manbo (prêtresse). Ils reçoivent les offrandes et répondent aux requêtes. Ils tracent sur le sol les vévés, des dessins symboliques.
De la nourriture est déposée devant les autels de l'oufo (temple) pour la cérémonie du « manjé-lwa ». Les animaux et les mets sont souvent coûteux et exigent des fidèles qu'ils se délestent de leurs économies ou se cotisent.
Lors du « dansé-lwa », au son des tambours et des chants, les lwas arrivent dans l'espace sacré du péristyle. Ils montent (possèdent) les chevaux (fidèles). Le fidèle entre en transe, en pleine ivresse. Selon le lwa qui chevauche le fidèle, l'assistance lui tend ses attributs : un miroir et des bijoux pour Erzulie Freda, une canne, un chapeau de paille et une pipe pour Papa Legba, par exemple.

## Catégories
Les lwas ont des noms différents selon leur lien avec les fidèles :
- lwa-rasin : c'est le lwa racine, l'esprit familial hérité d'un parent ;
- lwa-achté : c'est un esprit acheté pour son efficacité, mais qu'il faut servir à l'aide d'offrandes coûteuses sous peine de malédiction ;
- lwa-mèt-tèt : c'est le lwa des initiés, placé sur sa tête lors de l'initiation, et qu'il faut enlever avant la mort...

## Familles
Les lwas se partagent en trois familles ou nanchon (nations) suivant trois rites : le rites Rada (ou Radha), Petro (ou Pethro, Petwo), et Congo (ou Kongo). Souvent, les lwas se partagent plusieurs rites sous des aspects différents (voir les différentes Erzulie, les différents Ogoun).

### Rite Rada
Originaires du Dahomey, le panthéon Rada rassemble en général les esprits les plus anciens et les plus bénéfiques. Ils comprennent Papa Legba, Loko, Ayizan, Dhamballah Wedo et Ayida Wedo, Erzulie Freda, Mami Wata, Azaka et Agwé, mais aussi les Guédés. Leur couleur traditionnelle est le blanc (ajouté à la couleur spécifique de chaque lwa individuel).

### Rite Congo
Il rassemble les esprits d'Afrique centrale (bantous). Il comprend La Reine Congo, Roi Ouangol, Amine et Danwezo (les trois Rois Mages), ou encore les Simbi, Simbi Ganga, Simbi Andezo, etc. Le rite y est plus joyeux, festif et exubérant. Ils sont célébrés le 15 août, et reçoivent un culte particulier à Nan Soukri, près des Gonaïves.

### Rite Petro
Le rite Petro est le plus récent, il regroupe les esprits de création créole provenant de Saint-Domingue. Les esprits Petro sont en principe les lwas les plus fougueux, parfois agressifs et belliqueux. Ils rassemblent Erzulie Dantor, Marinette, les Ogoun, et Kalfu (Carrefour). Leur couleur traditionnelle est le rouge.

### Autres rites
Certaines sources[Lesquelles ?] mentionnent d'autres rites :
- rite Nago : rassemblant les Ogou des Yorubas, il aurait été intégré au rite Rada ;
- rite Zandor : rite secret entouré de mystère.

## Liste
Pour certains chercheurs il y aurait plus de 1000 lwas, la majorité étant inconnus des humains, et seulement 232 seraient enregistrés.
- Adjassou-Linguetor: une loa du vaudou Haitien aux yeux globuleux ayant un mauvais tempérament. Assise sous un arbre, elle est associée aux sources[4],[5],[6]
- Adjinakou[4] (du yoruba àjànàkú, "éléphant"[7],[8] ) voir Agaou
- Adya Houn'tò[4]: loa associé à la pratique du tambour[7]
- Agaou ou Agao[4],[9]
- Agarou Tonerre[4]
- Agassou ou Agassu[10],[4],[11],[5]
- Agwé[10],[4]
- Anaisa Pye[4]
- Anmino[4]
- Awe[4]
- Ayida Wedo[10],[4]
- Ayizan[10],[4]
- Azaka[12],[4]
- Bade[10],[4]
- Bacalou ou Bakulu[12],[10],[4]
- Badessy[12]
- Baron Samedi[12],[10],[4]
- Baron Cimetière[4]
- Baron la croix[4]
- Baron piquant[4]
- Baron Criminel[4]
- Belie Belcan[4]
- Boli Shah[12],[4]
- Bossou Ashadeh[12],[4]
- Bossou Koblamin[10],[4]
- Boum'ba Maza[12]
- Brize[10],[4]
- Bugid Y Aiba[12]
- Captain Debas[12],[4]
- Chalotte[10],[4]
- Chango[4]
- Clermeil[12],[4]
- Congo[12],[10],[4]
- Conga[12]
- Damballa[12],[10],[4]
- Dan Petro[12],[4]
- Dan Wédo[12],[4]
- Demeplait[4]
- Dereyale[4]
- Diable Tonnere[12],[4]
- Diejuste[12],[4]
- Dinclinsin ou Dinclusin[12],[10],[4]
- Erzulie[10],[4]
- Filomez[4]
- Guédé[10],[4]
- Grand Bois ou Gran Boa[10],[4]
- Hounongon[4]
- Ibo lele[10],[4]
- Jean Petro[10]
- Jean Zombi[4]
- Joseph Danger[4]
- Joumalonge[4]
- Kalfu[10],[4]
- Klemezin Klemay[4]
- Krabinay[10],[4]
- Lemba[10],[4] ou Limba
- L'inglesou[10],[4]
- Linto[10]
- Mami Wata ou la Sirène[4]
- Loco[10],[4]
- Maman Brigitte[4]
- Marassa[10],[4]
- Marinette[10],[4]
- Maroule[4]
- Mombu[4]
- Manze Marie[4]
- Mounanchou[4]
- Obatala[10],[4]
- Ogoun[10],[4]
- Papa Legba[10],[4]
- Petite pierre[10],[4]
- Pie[4]
- Rada[10]
- Savanne[10],[4]
- Senegal }[4]
- Silibo[4]
- Simbi[10]
- Sobo[10],[4]
- Sousson-Pannan[4]
- Senegal[4]
- Taureau-trois-graines[10],[4]
- Tonerre[4]
- Ti Jean Petro[10]